# Henriette Gonnermann
Henriette Gonnermann (* 8. Mai 1942 in Berlin) ist eine deutsche Schauspielerin und Schauspiellehrerin.

## Leben
Henriette Gonnermann erhielt in Berlin privaten Schauspielunterricht bei Edith Hildebrandt und bei der bekannten Schauspiellehrerin Marliese Ludwig. Ihre ersten Engagements als Theaterschauspielerin hatte sie, unter der Regie von Dieter Wedel, Anfang der 1960er Jahre am „Forum Theater“ in Berlin. Im Verlauf ihre Bühnenlaufbahn hatte Gonnermann Engagements an fast allen Berliner Bühnen, wo sie unter anderem unter der Regie von Axel von Ambesser und Viktor de Kowa spielte.
Im Herbst 1962 war sie bei der Theatergesellschaft „Walter Wicclair Productions“, die im „Theater am Kreuzberg“ in der Kreuzbergstraße in Berlin spielte, engagiert. In der Spielzeit 1962/63 übernahm sie die Rolle der jugendlichen Liebhaberin Beatrice in der Komödie Der Lügner von Carlo Goldoni an der Schaubühne Berlin. Im Sommer 1963 trat sie im „Naturtheater Volkspark Hasenheide“ auf. In der Spielzeit 1965/66 trat sie am Theater am Kurfürstendamm in dem Lustspiel Die Kakteenblüte von Pierre Barillet und Jean-Pierre Grédy auf. In der Spielzeit 1966/67 war sie an der „Komödie Berlin“ verpflichtet. In der Spielzeit 1969/70 spielte sie im „Forum-Theater“ am Kurfürstendamm in Die Frauenvolksversammlung von Aristophanes. In der Spielzeit 1971/72 war sie erneut am „Forum-Theater“ engagiert.
Häufig war sie am Renaissance-Theater zu Gast, so in der Spielzeit 1969/70 neben Edith Schollwer, Inge Wolffberg und Viktor de Kowa in der Komödie Gastspiel und Liebe von Robert Horney. Weitere Rollen am Renaissance-Theater waren Mildred Kelsey in der Komödie Unsere liebste Freundin von Samuel A. Taylor (Spielzeit 1971/72), Karoline in dem Lustspiel Die Fee von Ferenc Molnár (Spielzeit 1971/72), Eva Jackson in dem Lustspiel Frohe Feste von Alan Ayckbourn (Spielzeit 1974/75) und, unter der Regie von Boleslaw Barlog, die Dompröpstin Julia Hyltenius in dem Schauspiel Der Nobelpreis von Hjalmar Bergman (Spielzeit 1976/77). In der Spielzeit 1975/76 war sie am Renaissance-Theater neben Gertrud Kückelmann, Axel von Ambesser und Karl John in der „ernsten Komödie“ Begegnung im Herbst von Axel von Ambesser, der bei dieser Produktion auch Regie führte, zu sehen.
Sie spielte auch mehrfach am Hansa-Theater, wo sie unter anderem als Zofe Dorine in der Komödie Tartuffe (1971), als Magd Louka in der Komödie Helden (1972) und 1974 als Komödiantin Ortensia in der Komödie Mirandolina – Ein Tag in der Locanda von Carlo Goldoni zu sehen war. In der Spielzeit 1972/73 gehörte sie am „Berliner Theater“ zur Besetzung der deutschen Erstaufführung des Theaterstücks So ist meine Frau von Marvin Sandberg. In der Spielzeit 1973/74 war sie in Berlin am Hansa-Theater und am Hebbel-Theater engagiert. In der Spielzeit 1974/75 war sie weiterhin am Hansa-Theater unter Vertrag. In den Spielzeiten 1975/76 und 1976/77 war sie in Berlin wieder am Hebbel-Theater und am Renaissance-Theater engagiert. In der Spielzeit 1976/77 war sie außerdem beim Berliner „Theater auf Tournee“ (Leitung: Manfred Greve) unter Vertrag. In den Spielzeiten 1976/77 und 1977/78 gastierte sie am Ernst-Deutsch-Theater in Hamburg. In den Spielzeiten 1977/78 und 1978/79 war sie an der Komödie Frankfurt engagiert. In der Spielzeit 1978/79 war sie auch am Contra-Kreis-Theater in Bonn verpflichtet. In der Spielzeit 1979/80 spielte sie in der Komödie am Kurfürstendamm unter der Regie von Wolfgang Spier in der Wiederaufnahme der des Lustspiels Wie man sich bettet... von Richard Harris und Leslie Darbon.
Am Theater der Freien Volksbühne Berlin spielte sie die Lady Milford in Kabale und Liebe (1979) und die Schmuggler-Emma in Herr Puntila und sein Knecht Matti (1985). Zwischen 1980 und 1996 wirkte sie regelmäßig in Produktionen des Berliner Theater des Westens mit, so als Tänzerin Sheila in A Chorus Line (1980), als Zofe Stella in der Operette Frau Luna (1981), als Betty in No, No, Nanette (1982), als Tigerlilly und Mutter Darling in dem Musical Peter Pan (1984–1986, an der Seite von Ute Lemper in der Titelrolle), als Tänzerin Adelaide in Guys and Dolls und als Doris in Damn Yankees (1996). In der Spielzeit 1982/83 gastierte an der Komödie Frankfurt in dem Lustspiel Treppauf-Treppab von Alan Ayckbourn auf.
Mehrfach interpretierte sie die Rolle der überdreht-komischen Patientin Madame Durand in dem Lustspiel Die Kaktusblüte, so 1967 am Theater am Kurfürstendamm (Regie: Rolf Henniger), dort nochmals 1990 in einer Neuinszenierung, und in der Spielzeit 1991/92 an der Komödie Winterhuder Fährhaus in Hamburg. Gonnermann trat auch am Theater am Dom in Köln auf.
Gonnermann übernahm seit den 1960er Jahren auch Rollen im Film und Fernsehen. So spielte sie die Prinzessin in der Märchenfilmung König Drosselbart (1962) unter der Regie von Fritz Genschow.
Später folgten Episodenrollen in zahlreichen Fernsehserien. Gonnermann spielte Sekretärinnen, Verkäuferinnen, Verwaltungsangestellte, später noble, ältere Damen und Rentnerinnen, meist Nebenrollen, häufig mit skurrilem Touch, denen sie mit ihrer prägnanten, hohen Stimme individuelles Profil gab. Sie war unter anderem in den Fernsehserien Drei Damen vom Grill, Ich heirate eine Familie, Liebling Kreuzberg, Hotel Paradies, Unser Lehrer Doktor Specht, Dr. Sommerfeld – Neues vom Bülowbogen, Balko und St. Angela zu sehen.
2011 übernahm sie in der ARD-Fernsehserie Rote Rosen für einige Folgen die Rolle von Felix’ liebenswürdiger englischer Tante Ruby aus Cornwall.
Gonnermann war als Darstellerin auch immer wieder in den ab Anfang der 1990er Jahre entstehenden Daily Soaps beteiligt. Unter anderem war sie als Henriette Spirandelli di Montalban, die Tante der Rollenfigur Flo Spira, in der Serie Gute Zeiten, schlechte Zeiten zu sehen.
Neben ihrer Tätigkeit als Darstellerin arbeitete Gonnermann intensiv als Schauspiellehrerin; von 1991 bis 2002 war sie Schauspielcoach bei der Daily Soap Gute Zeiten, schlechte Zeiten. Zahlreiche Soap-Darsteller erhielten von ihr das erste schauspielerische Rüstzeug, so unter anderem Rhea Harder, Jan Hartmann, Tokessa Martinius und Patrick Harzig. Außerdem gab sie Kurse als Dozentin für Sprechtechnik, Stimmbildung und Bühnensprache.
Gelegentlich war Gonnermann auch als Synchronsprecherin tätig.

## Filmografie (Auswahl)
- 1961: Zwei unter Millionen
- 1962: König Drosselbart (Fernsehfilm)
- 1967: Selbstbedienung (Fernsehfilm)
- 1970–1971: Tournee (Fernsehserie)
- 1977: Es muß nicht immer Kaviar sein (Fernsehserie, Folge Wie alles begann)
- 1978: Kommissariat 9 (Fernsehserie, Folge Fett macht Fett)
- 1982: Drei Damen vom Grill (Fernsehserie, Folge Keine Rechte, nur Pflichten!)
- 1983: Ich heirate eine Familie (Fernsehserie, Folge Kinderkrankheiten)
- 1989: Schweinegeld – Ein Märchen der Gebrüder Nimm
- 1990: Hotel Paradies (Fernsehserie, zwei Folgen)
- 1992: Gute Zeiten, schlechte Zeiten (Fernsehserie, 3 Folgen)
- 1993: Immer wieder Sonntag (Fernsehserie, Folge Das liebe Geld)
- 1995: Der Mond scheint auch für Untermieter (Fernsehserie, Folge Alles nur geklaut)
- 1996: Unser Lehrer Doktor Specht (Fernsehserie, zwei Folgen)
- 1999: Schloss Einstein (Fernsehserie, eine Folge)
- 2000: Tatort: Von Bullen und Bären (Fernsehreihe)
- 2006: Balko (Fernsehserie, Folge Ich töte Mutter)
- 2009: Unser Charly (Fernsehserie, Folge Alles eine Frage des Vertrauens)
- 2010: Groupies bleiben nicht zum Frühstück
- 2011: Rote Rosen (Fernsehserie, 2 Folgen)
- 2011: Holger sacht nix
- 2011: Allein gegen die Zeit (Fernsehserie, eine Folge)
- 2015: Inga Lindström: Leg dich nicht mit Lilli an (Fernsehreihe)
- 2017: Ein starkes Team: Gestorben wird immer (Fernsehreihe)
- 2017: SOKO Wismar (Fernsehserie, Folge Tödliche Nähe)
- 2019: Die Drei von der Müllabfuhr – Baby an Bord (Fernsehreihe)
- 2019: Morden im Norden (Fernsehserie, Folge Aus Liebe)
- 2021: Herzkino.Märchen: Die Sterntaler des Glücks (Fernsehreihe)
- 2022: ZERV – Zeit der Abrechnung (Fernsehserie, Folge Andere Zeiten)
- 2024: SOKO Leipzig (Fernsehserie, Folge Elfenkönigin)
- 2025: WaPo Duisburg (Fernsehserie, Folge Spurlos verschwunden)